# Régions d'Algérie
Il existe en Algérie plusieurs régions. Qu'elles soient culturelles, linguistiques, historiques ou géographiques, aucune n’est reconnue comme une unité administrative par l'État algérien. Sur le plan administratif, l'Algérie est divisée en 58 wilayas.
Voici quelques régions du pays :
- L'Algérois
- Les Aurès
- Le Constantinois
- Le Gourara
- Les Hauts plateaux
- Le Hodna
- Le Hoggar
- La Grande Kabylie
- La Petite Kabylie
- La Kabylie Orientale (Kabylie de Collo)
- Le Pays Kotama (Kabylie des Kutamas)
- Le Mzab
- La Mitidja
- Le pays Annabi
- Le plateau des dayas
- La Saoura
- Le Souf
- Le Sud Oranais
- Le Titteri
- Le Tell
- Le Tidikelt
- Les Trara
- Le Touat
- L'Oranie
- La vallée du Chélif, la Dahra et l'Ouarsenis
- Les Zibans